# Giải bóng đá ngoại hạng Iraq 1997-98
Giải bóng đá ngoại hạng Iraq 1997–98 là mùa giải thứ 24 của giải đấu kể từ khi thành lập năm 1974. Lần đầu tiên trong lịch sử bóng đá Iraq, có 3 đội bóng cạnh tranh chức vô địch vào vòng cuối của mùa giải: Al-Quwa Al-Jawiya, Al-Shorta và Al-Zawraa. Al-Quwa Al-Jawiya đấu với Al-Zawraa ở vòng cuối cùng, trong lúc đó Al-Shorta đấu với Al-Sulaikh. Al-Quwa Al-Jawiya chỉ cần 1 chiến thắng để đảm bảo lên ngôi vô địch, trong khi Al-Shorta muốn họ thua hoặc hòa và buộc phải thắng; Al-Zawraa cần đánh bại Al-Quwa Al-Jawiya và cần Al-Shorta hòa hoặc thua để lên ngôi vô địch.

## Bảng xếp hạng
| Vị thứ | Đội bóng          | St | T  | H  | B  | BT | BB | HS  | Đ  | Giành quyền hoặc xuống hạng                                     |
| 1      | Al-Shorta (C)     | 30 | 23 | 4  | 3  | 71 | 30 | +41 | 73 | Giải vô địch bóng đá các câu lạc bộ châu Á 1999–2000            |
| 2      | Al-Quwa Al-Jawiya | 30 | 22 | 5  | 3  | 67 | 21 | +46 | 71 |                                                                 |
| 3      | Al-Zawraa         | 30 | 21 | 7  | 2  | 70 | 22 | +48 | 70 | Cúp các câu lạc bộ đoạt cúp bóng đá quốc gia châu Á 1999–2000 1 |
| 4      | Al-Najaf          | 30 | 18 | 8  | 4  | 58 | 22 | +36 | 62 |                                                                 |
| 5      | Al-Talaba         | 30 | 18 | 7  | 5  | 67 | 28 | +39 | 61 |                                                                 |
| 6      | Al-Jaish          | 30 | 12 | 8  | 10 | 37 | 37 | 0   | 44 |                                                                 |
| 7      | Al-Minaa          | 30 | 12 | 3  | 15 | 29 | 40 | –11 | 39 |                                                                 |
| 8      | Al-Naft           | 30 | 9  | 11 | 10 | 37 | 33 | +4  | 38 |                                                                 |
| 9      | Maysan            | 30 | 9  | 8  | 13 | 26 | 40 | –14 | 35 |                                                                 |
| 10     | Al-Sulaikh        | 30 | 9  | 7  | 14 | 23 | 35 | –12 | 34 |                                                                 |
| 11     | Diyala            | 30 | 7  | 10 | 13 | 38 | 48 | –10 | 31 |                                                                 |
| 12     | Salahaddin        | 30 | 7  | 7  | 16 | 26 | 40 | –14 | 28 |                                                                 |
| 13     | Samaraa           | 30 | 6  | 7  | 17 | 26 | 55 | –29 | 25 |                                                                 |
| 14     | Al-Mosul          | 30 | 4  | 9  | 17 | 27 | 72 | –45 | 21 | Xuống hạng Iraq Division 1                                      |
| 15     | Al-Kut            | 30 | 3  | 8  | 19 | 25 | 65 | –40 | 18 | Xuống hạng Iraq Division 1                                      |
| 16     | Al-Sinaa          | 30 | 1  | 7  | 22 | 19 | 58 | –39 | 10 | Xuống hạng Iraq Division 1                                      |

1 Al-Zawraa giành quyền tham gia Cup Winners' Cup khi vô địch Cúp bóng đá Iraq.

## Vua phá lưới
| Vị thứ | Cầu thủ        | Bàn thắng | Đội bóng  |
| ------ | -------------- | --------- | --------- |
| 1      | Mahmoud Majeed | 22        | Al-Shorta |
| 2      | Alaa Kadhim    | 18        | Al-Talaba |
| 3      | Hussam Fawzi   | 17        | Al-Zawraa |